# Огниво Дёберейнера

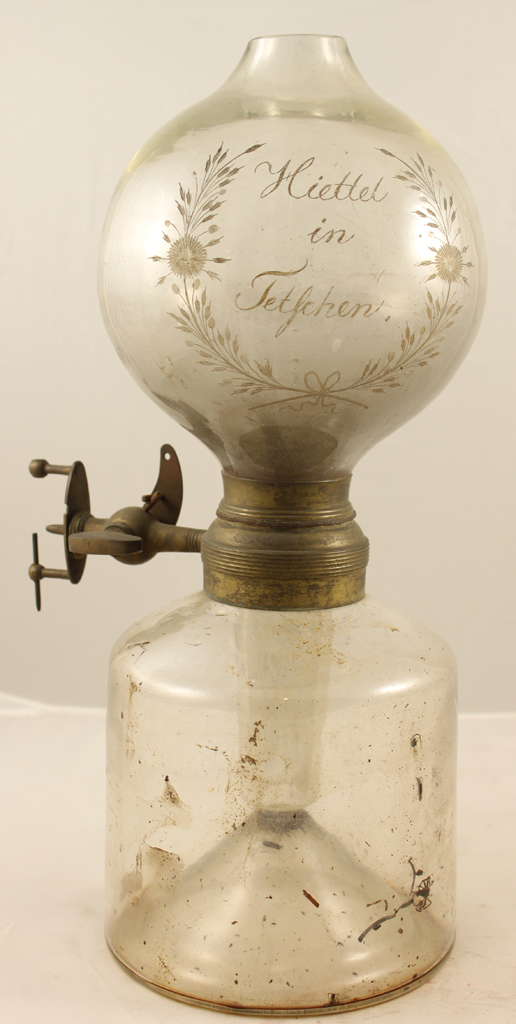
Огниво Дёберейнера

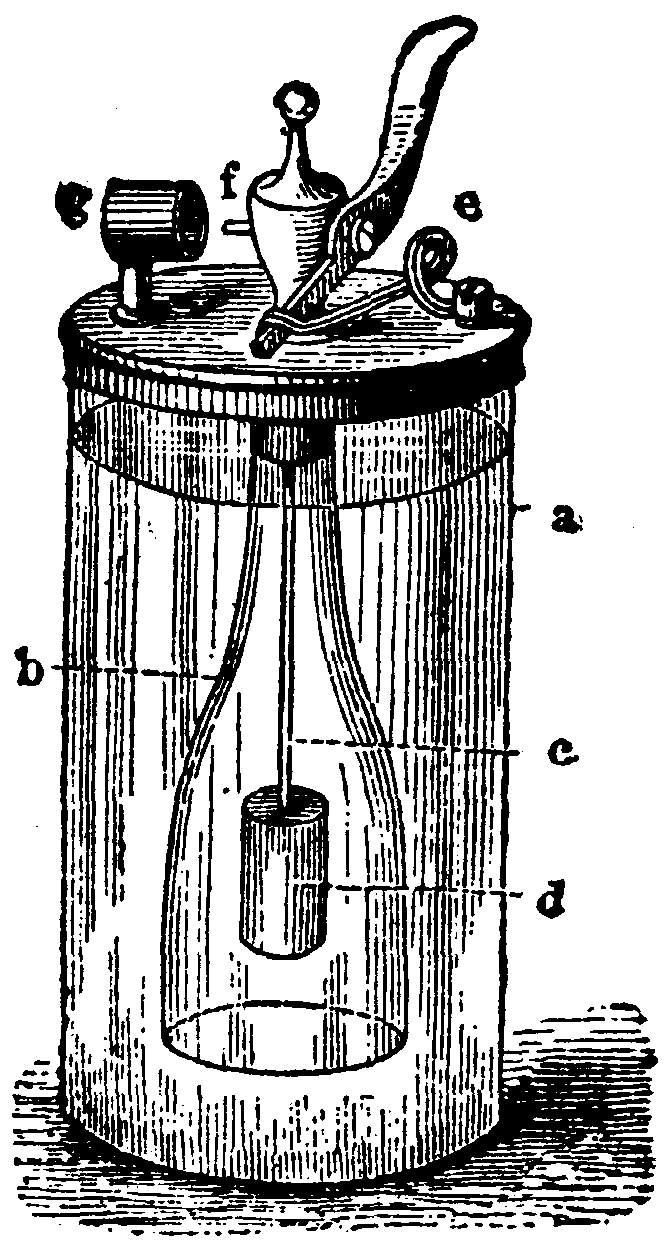
Огниво Дёберейнера
На рисунке: a — банка, b — бутыль без дна, c — стержень, d — цинк (здесь — в форме цилиндра), e — выпускной клапан, f — форсунка, g — губчатая платина

Огниво Дёберейнера (водородное огниво) — первая полноценная зажигалка.
Огниво было изобретено Иоганном Вольфгангом Дёберейнером в 1823 году. Этот прибор вскоре стали продавать по всей Германии. Практичное и относительно безопасное огниво Дёберейнера имело успех, его выпуск достиг 20 000 экземпляров к 1829 году. Оно производилось до 1880 года.

## Принцип действия
Во внешнюю герметичную банку, в которую налита серная кислота, встроен внутренний стеклянный сосуд без дна, в котором располагается цинковая пластина. При контакте с кислотой цинк вступает с ней в реакцию, в результате чего выделяется водород. При открытии выпускного клапана струя водорода устремляется наружу, где она, направленная на губчатую платину, воспламеняется на воздухе. Губчатая платина играет роль катализатора, на некоторое время, до собственного накаливания, смягчающего взрывное течение реакции. Горение прекращается перекрытием выпускного клапана. При этом давление водорода в сосуде возрастает, оттесняя кислоту от цинка, в результате чего образование водорода прекращается до тех пор, пока выпускной клапан не будет вновь открыт.